# آرتور ون دورن
آرتور ون دورن (انگلیسی: Arthur Van Doren؛ زادهٔ ۱ اکتبر ۱۹۹۴) بازیکن هاکی روی چمن اهل بلژیک است.